# تذكارات يسوع

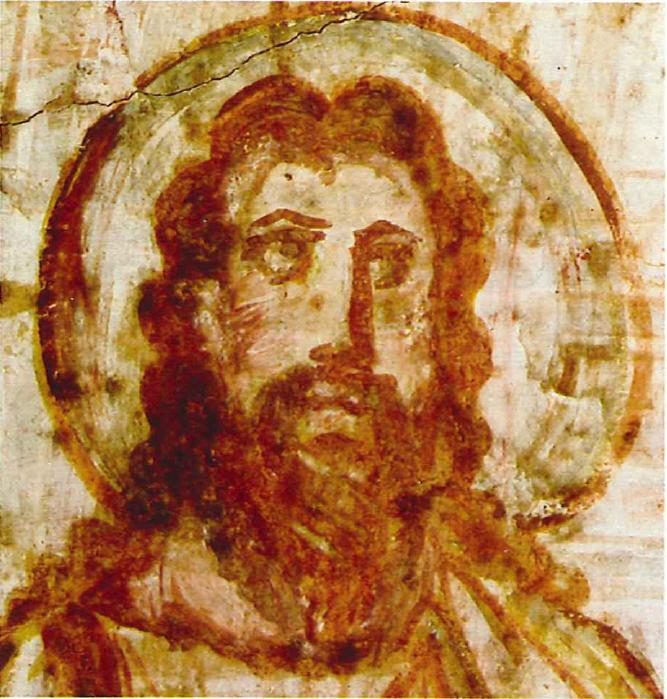

تذكارات يسوع هي مجمل المناسبات الخاصة بالمسيح والتي تحوي على شواهد لها من الكتاب المقدس. وتنتشر على مدار السنة لتشكل ما يعرف بالسنة الطقسية وتستند إليها الأعياد المسيحية. تقسم هذه الأعياد أو التذكارات إلى قسمين: الأعياد السيدية أو الكبرى، والأعياد الصغرى. هناك أيضًا، التذكارات التي تكون خاصة بمنطقة معينة بعينها دون انتشارها على مستوى العالم. تأتي في مقدمة هذه الأعياد عيد الفصح وعيد الميلاد، وتشكل أساس العطل الدينية في مختلف أنحاء العالم. في حين تتنوع مظاهر الاحتفال بها بين القداسات والصلوات والمظاهر الاجتماعية البحتة، لاسيّما فيما يخصّ الأعياد الكبرى. أيضًا فإن كل يوم أحد يشكل يومًا خاصًا لاستذكار مناسبة ما على مدار العام.